# تام هارپور
تام هارپور (انگلیسی: Tom Harpur; ۱۴ آوریل ۱۹۲۹ – ۲ ژانویهٔ ۲۰۱۷) مؤلف (پدیدآور) در زمینه مطالعات کتاب مقدس، کشیش، اهل کانادا بود.
وی همچنین برندهٔ جوایزی همچون بورسیه رودز شده است.